# NGC 2420
NGC 2420 es un cúmulo abierto en la constelación de Géminis, situado 4° al este de Wasat (δ Geminorum). Fue descubierto por el astrónomo William Herschel en 1783.
NGC 2420 tiene más de 300 estrellas, la más brillante de magnitud visual 11. Con un diámetro aproximado de 30 años luz, se estima su edad en 1700 millones de años. Hay evidencia de la existencia de un gran número de estrellas binarias, con una sorprendente proporción de gemelas, es decir, sistemas en donde ambas componentes tienen una masa similar. Se encuentra a unos 8600 años luz de distancia de la Tierra.
A diferencia del Sol, que se encuentra dentro del disco de la galaxia, el cúmulo NGC 2420 se encuentra unos 3000 años luz por encima del disco galáctico. Dado que su composición media es similar a la del Sol, sorprende que se encuentre en dicha localización y no en el disco galáctico. Se han barajado las hipótesis de que fuera desplazado desde el disco galáctico a su actual posición debido a una interacción con un objeto masivo, o bien que habiéndose formado en otra pequeña galaxia, fuera posteriormente absorbido por la Vía Láctea.